# Cléber Chalá
Cléber Manuel Chalá (ur. 29 czerwca 1971 w Imbabura) – piłkarz ekwadorski grający na pozycji defensywnego pomocnika, reprezentant kraju.

## Kariera klubowa
Piłkarską karierę Chalá rozpoczął w klubie Club Deportivo El Nacional, wywodzącym się ze stolicy kraju Quito. W 1990 roku zadebiutował w jego barwach w ekwadorskiej Serie A. Swój pierwszy sukces osiągnął w 1992 roku, kiedy sięgnął po swój pierwszy tytuł mistrza Ekwadoru. Dotarł także do finału Copa CONMEBOL. Po kolejny tytuł mistrza kraju Cléber sięgnął w 1996 roku. Z kolei w 1998 roku zdobył swój pierwszy międzynarodowy puchar – Copa Merconorte. Latem 2001 roku Ekwadorczyk trafił do Anglii i został zawodnikiem Southampton F.C. Stał się drugim zawodnikiem z Ekwadoru w tym zespole obok Agustína Delgado, jednak przez rok nie zadebiutował w Premiership i w 2002 roku wrócił do Nacionalu. Grał tam do 2003 roku i wtedy odszedł do Deportivo Quito.
W Deportivo spędził tylko pół sezonu 2004 i latem wyjechał do Peru by grać w drużynie Universidad San Martín de Porres. W 2005 roku Chalá wrócił do swojego macierzystego klubu, El Nacional. W tym samym sezonie wywalczył mistrzostwo fazy Clausura, a w sezonie 2006 swój trzeci tytuł mistrza Ekwadoru, a po sezonie 2008 oraz rozegraniu 60 meczów i strzeleniu 9 goli ligowych Chalá zakończył piłkarską karierę.

## Kariera reprezentacyjna
W reprezentacji Ekwadoru Chalá zadebiutował 24 maja 1992 roku w zremisowanym 1:1 towarzyskim spotkaniu z reprezentacją Peru. W 1993 roku po raz pierwszy wystąpił w Copa América, a w całej swojej karierze zaliczył jeszcze trzy turnieje o mistrzostwo Ameryki Południowej: Copa América 1997, Copa América 2001 i Copa América 2004. W 2002 roku został powołany przez selekcjonera Hernána Darío Gómeza do kadry na Mistrzostwa Świata 2002. Tam był podstawowym zawodnikiem drużyny i wystąpił we wszystkich trzech meczach grupowych: przegranych 0:2 z Włochami i 1:2 z Meksykiem oraz wygranym 1:0 z Chorwacją. Ostatni mecz w reprezentacji rozegrał w 2004 roku. Łącznie w drużynie Ekwadoru wystąpił 86 razy i strzelił 6 goli.